# Changes (Keith Jarrett)
Changes è un album in studio del musicista statunitense Keith Jarrett, pubblicato nel 1984.

## Tracce
1. Flying Part 1 - 16:06
2. Flying Part 2 - 13:38
3. Prism - 6:31

## Formazione
- Keith Jarrett – piano
- Jack DeJohnette – batteria
- Gary Peacock – contrabbasso